# Ричмонд (Квинсленд)

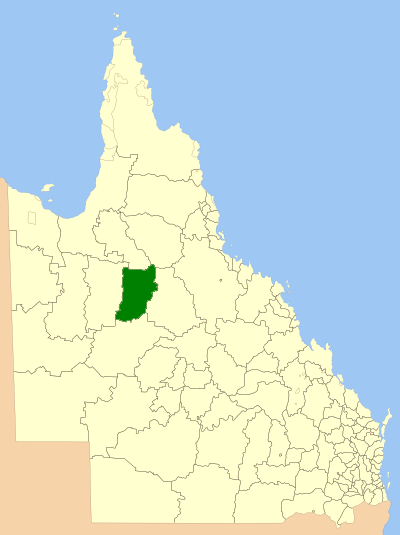
Расположение района

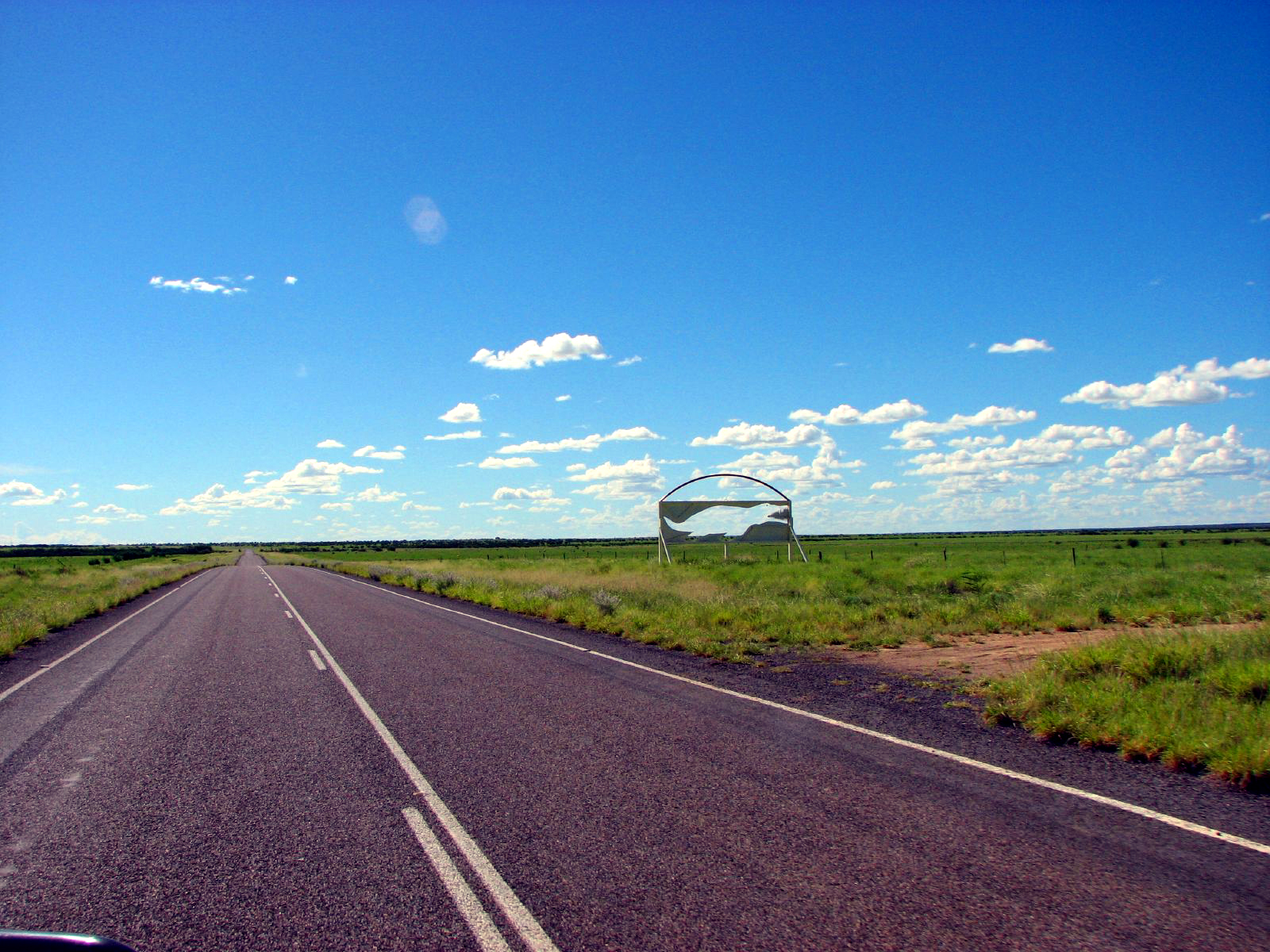
Дорожный знак на въезде в Ричмонд

Ричмонд (англ. Richmond) — маленький город в центральной части австралийского штата Квинсленд, центр графства Ричмонд (англ. Richmond Shire). Население города по оценкам на 2006 год составляло примерно 550 человек, а население всего района — 950 человек (2008 год). Ближайшие крупные города — Маунт-Айза (расположен в 380 километрах на западе) и Таунсвилл (расположен в 450 километрах на северо-востоке).

## География
Ричмонд расположен в полупустынной, малозаселенной внутренней части австралийского континента. Расстояния до ближайших населенных пунктов здесь измеряются сотнями километров.
Главная река района, Флиндерс, ограничивает город с северной стороны. Река бывает полноводной только в сезон дождей, в сухой сезон она превращается в небольшой ручей. Широкое русло реки является одним из немногих мест района, где достаточно плотно растут деревья. На остальной территории района доминирует травянистая растительность.
Через город проходят автомагистраль «Флиндерс» (англ. Flinders Highway) и железнодорожная линия, которые связывают прибрежный Таунсвилл с городами западного Квинсленда, такими как Маунт-Айза. Рядом с городом расположен небольшой аэропорт (англ. Richmond Airport).

## Описание
До прихода европейцев в районе Ричмонд традиционно проживали австралийские аборигены племен унумурра (англ. Oonoomurra).
Город получил своё название от фермы по разведению крупного рогатого скота «Ричмонд Даунс» (англ. Richmond Downs), открытой в этом районе в 1860 году. И в настоящее время основным видом деятельности в районе является разведение овец и крупного рогатого скота. Также в районе произрастают редкие сандаловые деревья. Здесь расположен завод по переработке сандаловой древесины и получению сандалового масла. Данная продукция отправляется на экспорт в Китай, где используется для резьбы по дереву, изготовления статуэток, вееров, шкатулок, курительных палочек и сувениров.

## Музей Ричмонда

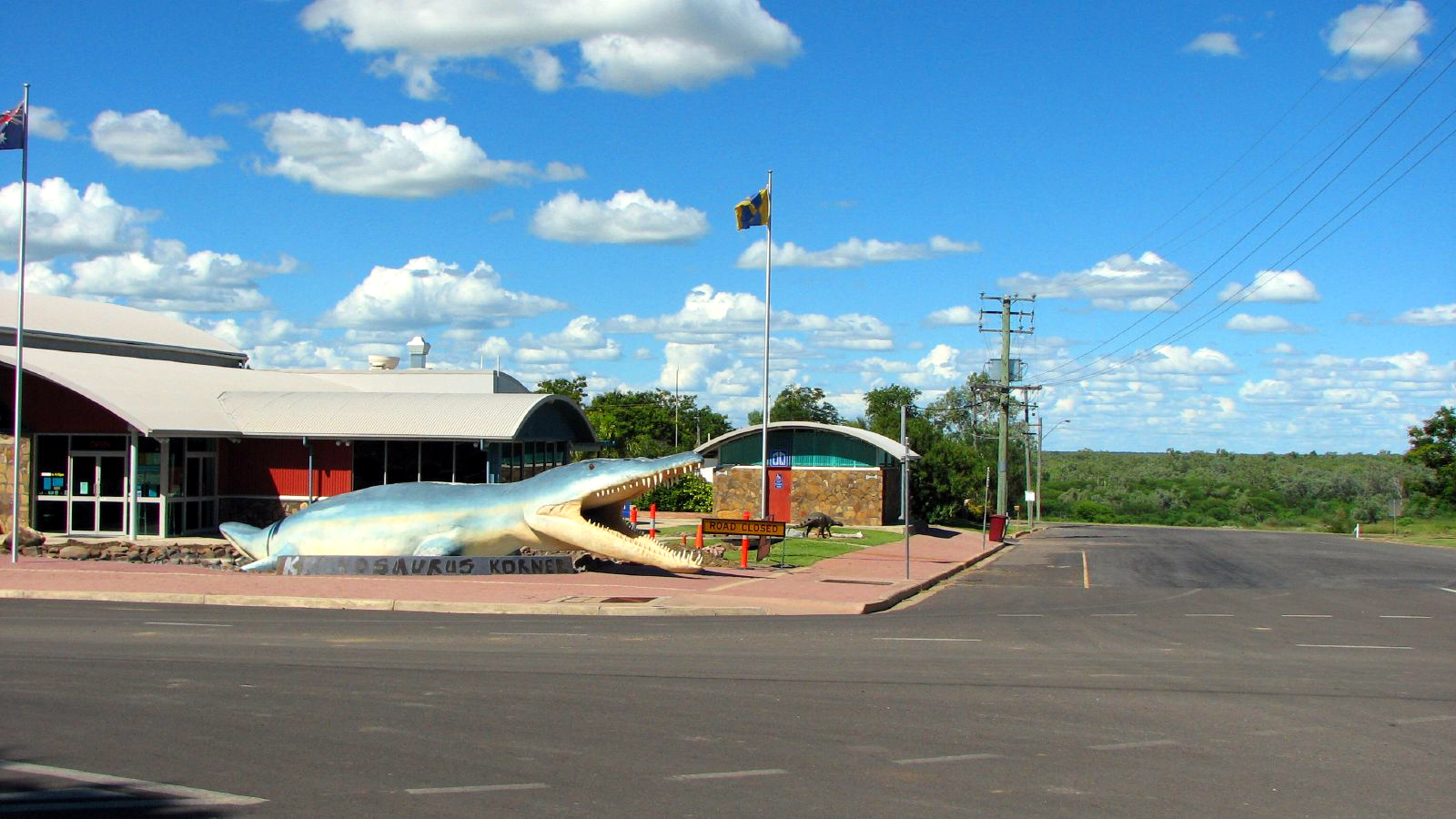
Палеонтологический музей Ричмонда

В настоящее время в городе развивается туристическая отрасль. Главной достопримечательностью Ричмонда является музей древних морских ископаемых (англ. Richmond Marine Fossil Museum). Музей предназначен для демонстрации ископаемых остатков древних животных, обитавших здесь 120 миллионов лет назад. Около входа в музей установлен макет кронозавра в натуральную величину.
Ричмонд находится в географическом центре древнего моря, которое в меловой период покрывало большую часть Квинсленда, поэтому все найденные здесь останки принадлежат животным, которые жили и умерли в море. Решение открыть палеонтологический музей было принято после того, как в 1989 году недалеко от города был найден скелет плиозавра (возраст находки — 100 миллионов лет). При содействии Совета графства Ричмонд музей был открыт в 1995 году, в 1999 году Совет полностью взял на себя контроль и управление комплексом и переименовал его в Кронозавр-Корнер (англ. Kronosaurus Korner).

## Климат
По классификации Кёппена в районе Ричмонда климат полупустынный (BSh), осадков мало и поэтому растительность травянистая с редкими невысокими деревьями — саванна. В году здесь можно выделить два различных периода — «сезон дождей» (дождей мало), который длится с ноября по март и сухой сезон с апреля по октябрь, когда дождей практически нет, в среднем за год здесь выпадает около 480 мм осадков. Летом, в течение дня, температура может превышать 37°С, а к ночи снижается до 22°С. В течение зимы дневная температура колеблется около 26°С, средняя ночная температура около 10°С.
| Показатель                                                              | Янв.  | Фев.  | Март | Апр. | Май  | Июнь | Июль | Авг. | Сен. | Окт. | Нояб. | Дек. | Год   |
| ----------------------------------------------------------------------- | ----- | ----- | ---- | ---- | ---- | ---- | ---- | ---- | ---- | ---- | ----- | ---- | ----- |
| Средний суточный максимум, °C                                           | 36,9  | 35,7  | 34,9 | 32,7 | 29,1 | 26,1 | 25,9 | 28,5 | 32,3 | 35,8 | 37,6  | 38,1 | 32,8  |
| Средний суточный минимум, °C                                            | 23,0  | 22,5  | 20,7 | 17,0 | 13,1 | 9,8  | 8,6  | 10,0 | 13,9 | 18,0 | 20,9  | 22,4 | 16,7  |
| Норма осадков, мм                                                       | 122,6 | 104,3 | 60,2 | 22,3 | 15,2 | 15,6 | 9,5  | 4,2  | 6,3  | 16,3 | 30,4  | 70,1 | 477,9 |
| Источник: http://www.bom.gov.au/climate/averages/tables/cw_030045.shtml |       |       |      |      |      |      |      |      |      |      |       |      |       |